# 植草貞夫の青い空・白い雲
植草貞夫の青い空・白い雲（うえくささだおのあおいそら・しろいくも）は、ラジオ関西で2007年度ナイターシーズンオフ（2007年10月 - 2008年3月）に毎週月曜18時から19時に放送されたラジオ番組である。

## 概要
- 朝日放送アナウンサーとして野球を中心に数多くの名勝負を伝えた植草貞夫が、ABCラジオ以外で初めて担当するラジオパーソナリティ番組である。
- 毎回、高校野球で活躍した名選手・名チーム・名勝負の数々を改めて実況を交えて紹介し、当時を振り返ってもらうほか、スポーツ選手らをゲストに招いたインタビュー、白夜書房・野球小僧とタイアップした高校野球情報、アコーディアゴルフ場の情報等を紹介する。